# Jabberwacky
Jabberwacky ist ein Chatbot, der vom  britischen Informatiker Rollo Carpenter entwickelt wurde.
Es wurde 1989 gestartet und läuft seit 1997 auf dem Web. Es zielt darauf ab, einen natürlich wirkenden, unterhaltsamen und humorvollen Chat mit einem menschlichen Partner zu simulieren. Dabei werden Modelle für menschliches Lernverhalten entwickelt, wie etwa auch Kinder Sprachen, Regeln und einzelne Tatsachen in ihrem speziellen Kontext lernen könnten.
Dabei verwendet das Programm ausschließlich zuvor erlerntes Material: es greift auf eine Datenbank zu, welche sämtliche bisherigen Eingaben der Benutzer enthält – zu jeder weiteren Eingabe wird aus diesem Fundus eine passende Antwort mittels komplexer Technik der Mustererkennung errechnet (siehe semantisches Netz).
Seitdem Jabberwacky 1998 im Internet zur Verfügung steht, sind die Antworten der Benutzer von 20.000 auf über 13 Millionen (2004) gestiegen. Das Programm gewann 2005 (als „George“) und 2006 (als „Joan“) die Bronzemedaille Loebner-Preis (bzgl. der Lernfähigkeit).
Mit der künstlichen Intelligenz derartiger Programme befasst sich der Turing-Test.